# Єрґен Бойсен-Меллер
Єрґен Бойсен-Меллер (дан. Jørgen Bojsen-Møller, 17 квітня 1954) — данський яхтсмен.
Олімпійський чемпіон 1988 року в класі Летючий голандець, бронзовий призер 1992 року в класі Летючий голандець, учасник 1980, 1984 років.